# 埤子頭 (彰化縣)
埤子頭，原寫為埤仔頭，是臺灣彰化縣大村鄉的一個傳統地域名稱，位於該鄉東北部。相較於今日行政區，其範圍大致為平和村不含西南部及東南端。

## 歷史
台灣清治末期至日治初期，埤子頭地區為一街庄，稱為「埤仔頭庄」，隸屬於燕霧下堡。該庄北與茄苳腳庄、三家春庄為鄰，東與芬園庄為鄰，南邊為黃厝庄，西邊為過溝庄。
1901年（日治明治三十四年）11月，該庄隸屬於彰化廳。1909年（明治四十二年）10月，改隸屬於臺中廳。1920年（大正九年），該庄改制並雅化為「埤子頭」大字，隸屬於臺中州彰化郡大村庄。
戰後大村庄改制為大村鄉，隸屬於彰化縣，大字亦改制為村。因人口增加，本地區已拆分成多個村。

## 交通
縣道137號（山腳路）是彰化至二水源泉的道路，主要沿八卦台地西側山麓地帶而行，大致以北北西—南南東走向經過埤子頭地區中部偏西地帶，往北可前往彰化，往南可前往員林、田中、二水等地的八卦台地山麓地帶。
縣道139號（大彰路五段～四段）是新港至鹿谷初鄉的道路，大致以縱向蜿蜒經過本地區東部邊界外不遠處，往北可前往彰化、新港，往南可前往南投、集集、鹿谷等地。該道路與縣道137號間有南方一巷相通。